# Kalugumalai
Kalugumalai é uma panchayat (vila) no distrito de Toothukudi, no estado indiano de Tamil Nadu.

## Geografia
Kalugumalai está localizada a 9° 09′ N, 77° 43′ L. Tem uma altitude média de 105 metros (344 pés).

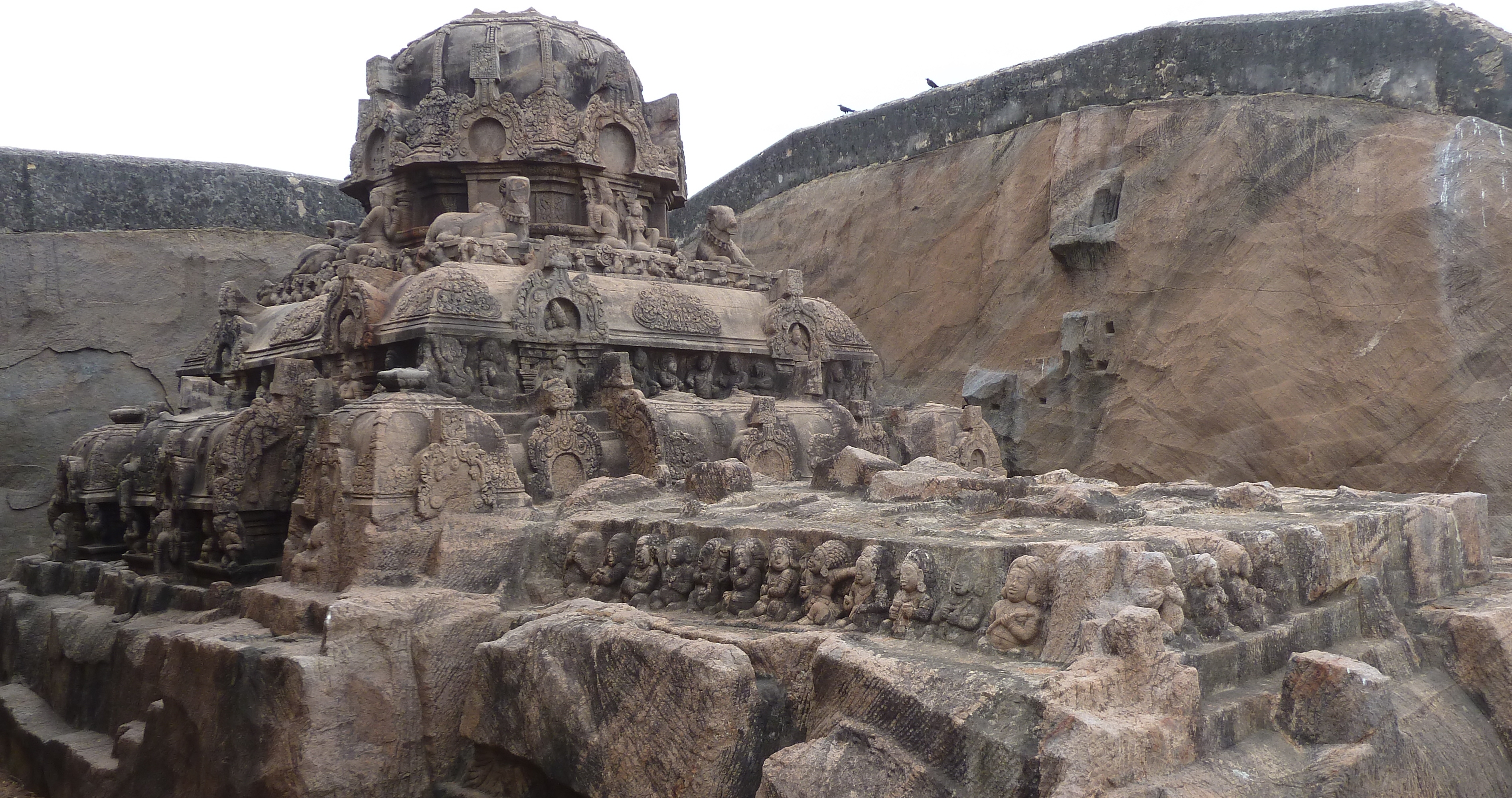
Vettuvan templo

## Demografia
Segundo o censo de 2001,  Kalugumalai  tinha uma população de 14,834 habitantes. Os indivíduos do sexo masculino constituem 49% da população e os do sexo feminino 51%. Kalugumalai tem uma taxa de literacia de 70%, superior à média nacional de 59.5%: a literacia no sexo masculino é de 78% e no sexo feminino é de 63%. Em Kalugumalai, 9% da população está abaixo dos 6 anos de idade.